# Newstead, Northumberland
Newstead är en ort i civil parish Adderstone with Lucker, i grevskapet Northumberland i England. Orten är belägen 9 km från Alnwick. Newstead var en civil parish 1866–1955 när det uppgick i Adderstone with Lucker. Civil parish hade 66 invånare år 1951.